# Aomori
Aomori (青森県 (Thanh Sâm Huyện) Aomori-ken) là một tỉnh thuộc vùng Tohoku, Nhật Bản. Thủ phủ của tỉnh là thành phố Aomori.

## Hành chính
| Hạng (2020) | Tên         | Loại đô thị | Dân số  | Dân số  | Dân số  | Dân số  | Dân số  | Dân số  |
| Hạng (2020) | Tên         | Loại đô thị | 2020    | 2015    | 2010    | 2005    | 2000    | 1995    |
| ----------- | ----------- | ----------- | ------- | ------- | ------- | ------- | ------- | ------- |
| 1           | Aomori      | Thành phố   | 275,340 | 287,648 | 299,520 | 311,386 | 318,732 | 314,917 |
| 2           | Hachinohe   | Thành phố   | 223,529 | 231,257 | 237,615 | 244,700 | 248,608 | 249,358 |
| 3           | Hirosaki    | Thành phố   | 168,564 | 177,411 | 183,473 | 189,043 | 193,217 | 194,197 |
| 4           | Towada      | Thành phố   | 60,420  | 63,429  | 66,110  | 68,359  | 69,630  | 69,146  |
| 5           | Mutsu       | Thành phố   | 54,122  | 58,493  | 61,066  | 64,052  | 67,022  | 67,969  |
| 6           | Goshogawara | Thành phố   | 51,435  | 55,181  | 58,421  | 62,181  | 63,208  | 63,383  |
| 7           | Misawa      | Thành phố   | 39,181  | 40,196  | 41,258  | 42,425  | 42,495  | 41,605  |
| 8           | Kuroishi    | Thành phố   | 31,972  | 34,284  | 36,132  | 38,455  | 39,059  | 39,004  |
| 9           | Tsugaru     | Thành phố   | 30,979  | 33,316  | 37,243  | 40,091  | 41,320  | 42,384  |
| 10          | Hirakawa    | Thành phố   | 30,621  | 32,106  | 33,764  | 35,336  | 36,454  | 36,876  |
| 11          | Oirase      | Thị trấn    | 24,282  | 24,222  | 24,211  | 24,172  | 23,220  | 21,031  |
| 12          | Nanbu       | Thị trấn    | 16,822  | 18,312  | 19,853  | 21,552  | 22,596  | 23,041  |
| 13          | Tōhoku      | Thị trấn    | 16,441  | 17,955  | 19,106  | 20,016  | 20,591  | 21,270  |
| 14          | Gonohe      | Thị trấn    | 16,051  | 17,433  | 18,712  | 20,138  | 21,318  | 21,666  |
| 15          | Fujisaki    | Thị trấn    | 14,578  | 15,179  | 16,021  | 16,617  | 16,858  | 16,940  |
| 16          | Shichinohe  | Thị trấn    | 14,564  | 15,709  | 16,759  | 18,471  | 19,357  | 20,209  |
| 17          | Hashikami   | Thị trấn    | 13,506  | 14,025  | 14,699  | 15,356  | 15,618  | 14,428  |
| 18          | Itayanagi   | Thị trấn    | 12,712  | 13,935  | 15,227  | 16,222  | 16,840  | 17,320  |
| 19          | Noheji      | Thị trấn    | 12,389  | 13,524  | 14,314  | 15,218  | 16,012  | 15,969  |
| 20          | Tsuruta     | Thị trấn    | 12,077  | 13,392  | 14,270  | 15,218  | 15,795  | 16,126  |
| 21          | Rokunohe    | Thị trấn    | 10,456  | 10,423  | 10,241  | 10,430  | 10,481  | 10,523  |
| 22          | Rokkasho    | Thị trấn    | 10,369  | 10,536  | 11,095  | 11,401  | 11,849  | 11,063  |
| 23          | Hiranai     | Thị trấn    | 10,129  | 11,142  | 12,361  | 13,483  | 14,528  | 15,441  |
| 24          | Nakadomari  | Thị trấn    | 9,663   | 11,187  | 12,743  | 14,184  | 15,325  | 15,998  |
| 25          | Sannohe     | Thị trấn    | 9,090   | 10,135  | 11,299  | 12,261  | 13,223  | 13,740  |
| 26          | Ajigasawa   | Thị trấn    | 9,047   | 10,126  | 11,449  | 12,662  | 13,551  | 14,077  |
| 27          | Ōwani       | Thị trấn    | 8,671   | 9,676   | 10,978  | 11,921  | 12,881  | 13,990  |
| 28          | Fukaura     | Thị trấn    | 7,346   | 8,429   | 9,691   | 10,910  | 11,799  | 12,546  |
| 29          | Inakadate   | Làng        | 7,328   | 7,783   | 8,153   | 8,541   | 8,835   | 9,151   |
| 30          | Higashidōri | Làng        | 5,956   | 6,607   | 7,252   | 8,042   | 7,975   | 8,045   |
| 31          | Sotogahama  | Thị trấn    | 5,410   | 6,198   | 7,089   | 8,215   | 9,170   | 9,813   |

## Kinh tế
Giống như các tỉnh ở vùng Tōhoku, tỉnh Aomori chủ yếu tập trung vào các ngành nghề truyền thống như nông nghiệp, lâm nghiệp và đánh bắt cá.
Tỉnh Aomori còn là tỉnh sản xuất táo và hành lớn nhất Nhật Bản.

## Văn hóa
Aomori còn là nơi nổi tiếng với dòng nhạc truyền thống Tsugaru-jamisen, một phong cách chơi đàn shasimen đặc trưng của vùng

## Giáo dục
Vùng có các trường đại học:
- Trường đại học Aomori Chuo Gakuin
- Trường công lập Aomori
- Trường tư thục Aomori
- Trường y tế và phúc lợi Aomori
- Trường Hachinohe Gakuin
- Học viện công nghệ Hachinohe
- Trường đại học Hirosaki Gakuin
- Trường đại học Hirosaki
- Trường đại học y tế và phúc lợi Hirosaki
- Trường nữ sinh Tohoku
- Trường đại học Kitasato (Khu đại học Towada)